# Odynerus punctuosus
Odynerus punctuosus är en stekelart som beskrevs av Fert. 1901. Odynerus punctuosus ingår i släktet lergetingar, och familjen Eumenidae. Inga underarter finns listade i Catalogue of Life.